# 1071
El 1071 (MLXXI) fou un any comú començat en dissabte del calendari julià.

## Esdeveniments
- 26 d'agost: l'Imperi Romà d'Orient és vençut pels turcs seljúcides en la batalla de Mantziciert.[1]

## Necrològiques
- Barcelona: Almodis de la Marca, comtessa consort de Barcelona.